# Чорній Степан
Степа́н Чорні́й (* 1918, Підберізці — † 1980) — філолог і театрознавець.

## З життєпису
Родом із села Підберізці біля Львова. Від 1960 року в США.
Професор Нью-Йоркського державного і Українського вільного (в Мюнхені) університетів.

### Праці
Шкільні граматики української і англійської мови; монографія «Карпенко-Карий і театр» (1978), «Український театр і драматургія» (1980).